# 허블 울트라 딥 필드

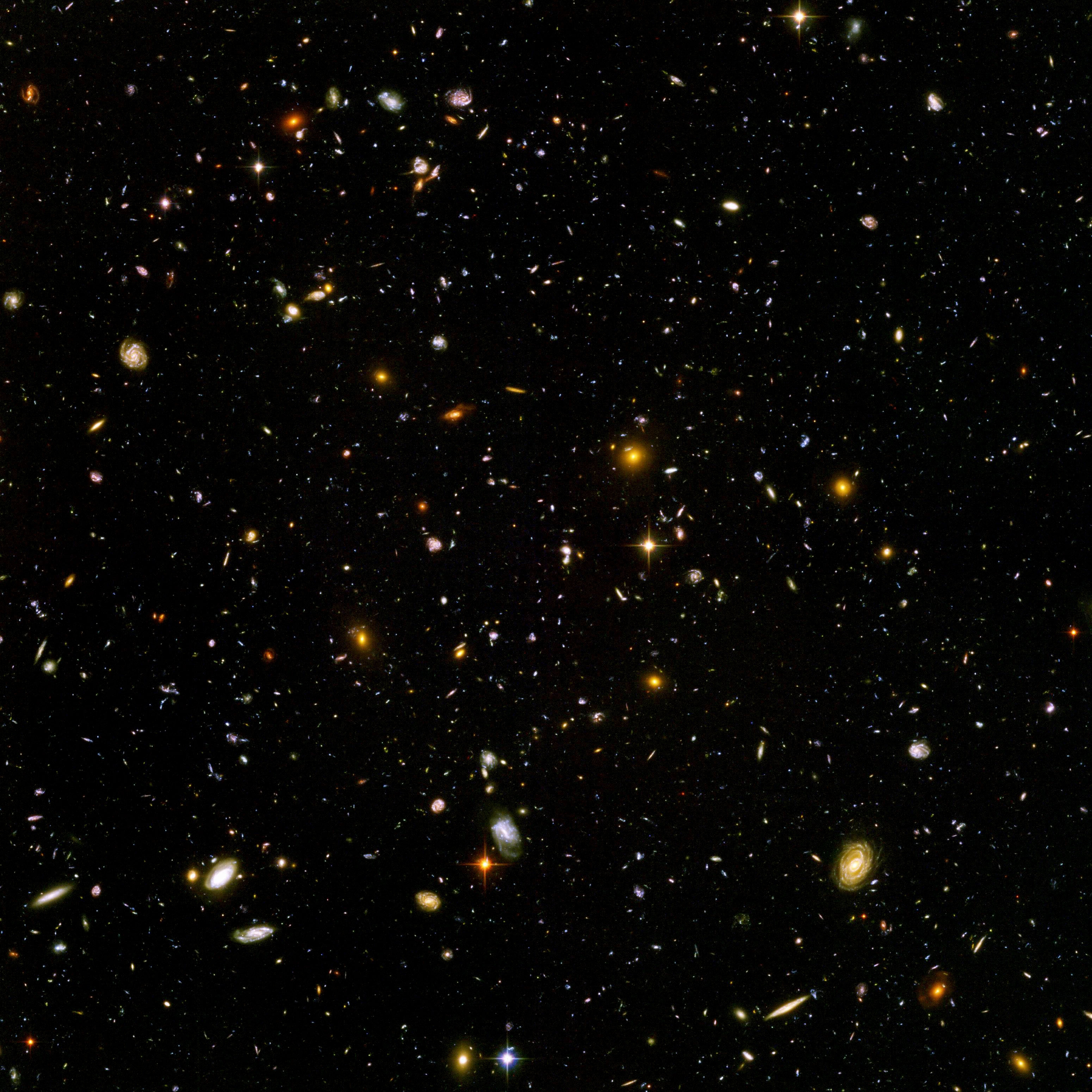
이 고해상도 허블 울트라 딥 필드 사진은 다양한 연령, 크기, 모양, 색을 보이는 은하들을 담고 있다. 사진 내 붉고 작은 100여 개의 은하들은 광학 망원경으로 촬영된 은하들 중 가장 멀리 떨어진 존재들로, 이들의 나이는 우주가 태어난 시각과 8억 년밖에 차이가 나지 않는다.

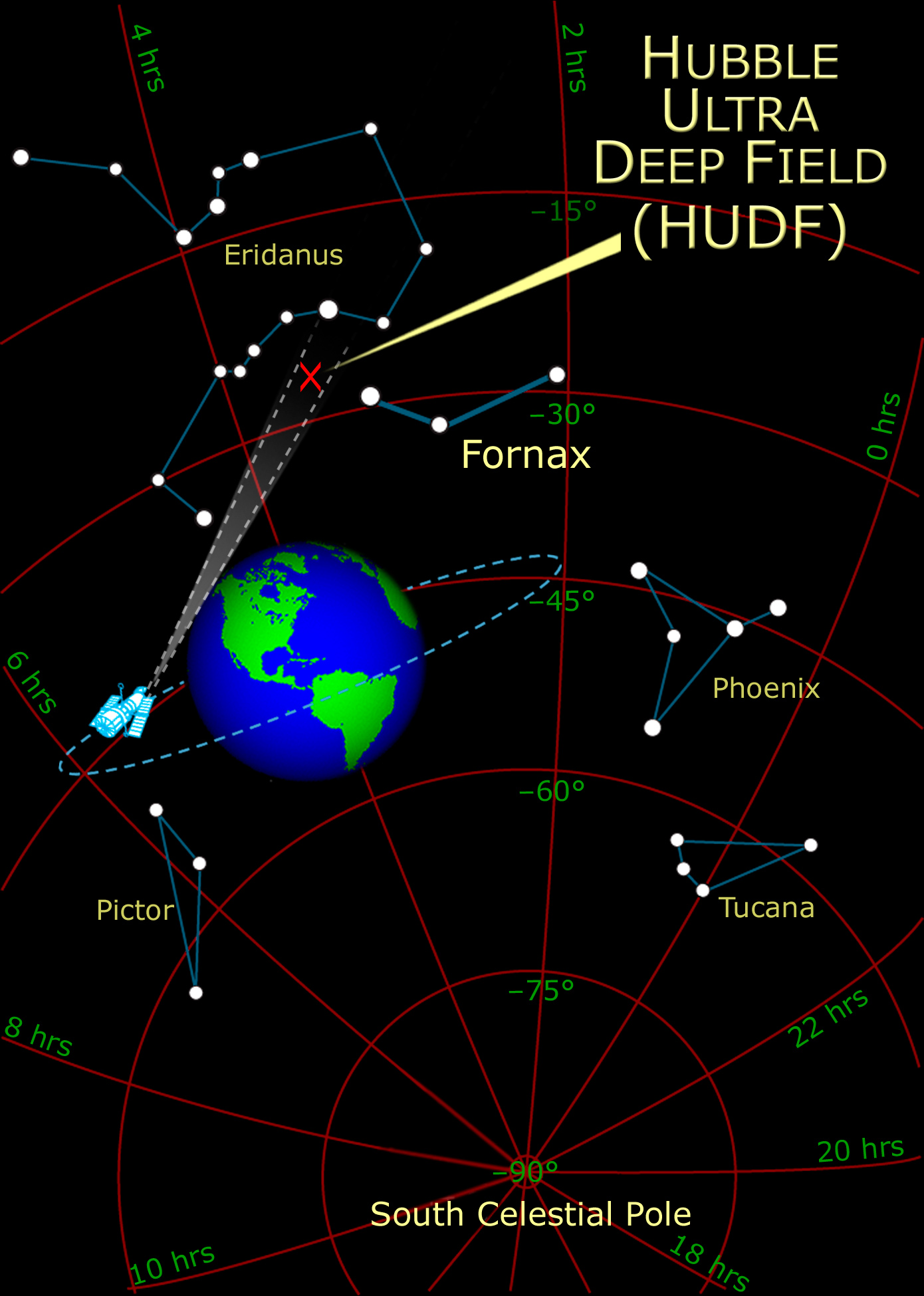
천구상에서 허블 울트라 딥 필드의 위치.

허블 울트라 딥 필드(Hubble Ultra Deep Field, HUDF)는 화로자리 부분에 있는 조그만 영역을 찍은 사진이다. 이 사진은 허블 우주 망원경이 2003년 9월 3일부터 2004년 1월 16일까지 찍은 사진들을 조합한 것이다. 이 사진은 지금까지 찍은 어떤 가시광 영상보다도 먼 곳을 포착하고 있으며, 대략 130억 년 전 우주 탄생 후 얼마 되지 않은 뒤 태어난 천체들을 담고 있다. 이 사진 내에는 약 1만 개에 이르는 은하들이 찍혔다. 대략 보름달 면적의 10분의 1에 불과한 이 사진 영역이 선택된 이유는, 근처에 밝은 별이 없기 때문에 촬영에 방해를 받지 않는 곳이었기 때문이다. 허블 망원경은 대부분의 사진을 적외선 영역을 포함하여 촬영해 왔으나, 이 사진은 가시광으로만 촬영했다. 허블 우주 망원경은 이 정도로 먼 거리를 가시광으로 찍을 수 있는 유일한 관측 장비였다. 울트라 딥 필드 영역은 원기 2000 기준으로 적경 3시 32분 40.0초, 적위 -27도 47분 29초였다. 영역의 면적은 36.7 평방분각이었다. 이 크기는 하늘 전체 면적 중 1천 3백만 분의 1에 불과하다. 사진의 좌측 상단이 적위 -46.4도를 가리키도록 방향을 잡았다. 사진 중앙부에서 가장 가까운 별은 USNO-A2.0 0600-01400432로, 이 별의 겉보기 등급은 18.95에 불과하다.
이 사진을 찍기 위해 허블 우주 망원경은 지구를 400회 공전하면서 800번 영상을 잡았다. 총 노출시간은 첨단관측카메라(ACS)로 11.3일, NICMOS로 4.5일이었다.
빅뱅 이론에 의하면 우주의 나이는 무한하지 않으며, 먼 곳을 관찰할수록 지금과는 다른 생성 초기의 우주를 볼 수 있다. 울트라 딥 필드 사진은 이 이론과 일치하는 모습을 보여주고 있다. 이 영상에는 초기 우주에 대해 예상한대로, 현재에 비해 은하가 활발히 생성되거나 은하끼리 합치는 모습이 포착되어 있다.

## 허블 익스트림 딥 필드
2012년 9월 25일 공개된 허블 익스트림 딥 필드(HXDF)는 허블 울트라 딥 필드(HUDF)의 중앙 부분을 더욱 정밀하게 촬영한 우주 이미지이다. 총 노출 시간은 약 2백만 초(약 23일)에 달하며, 10년에 걸쳐 수집된 데이터를 바탕으로 만들어졌다. 이 이미지가 포착한 하늘의 면적은 약 2.3×2 각분(arcminutes)으로, HUDF 전체의 약 80%에 해당하며 전체 하늘 면적의 약 3,200만분의 1에 해당한다.

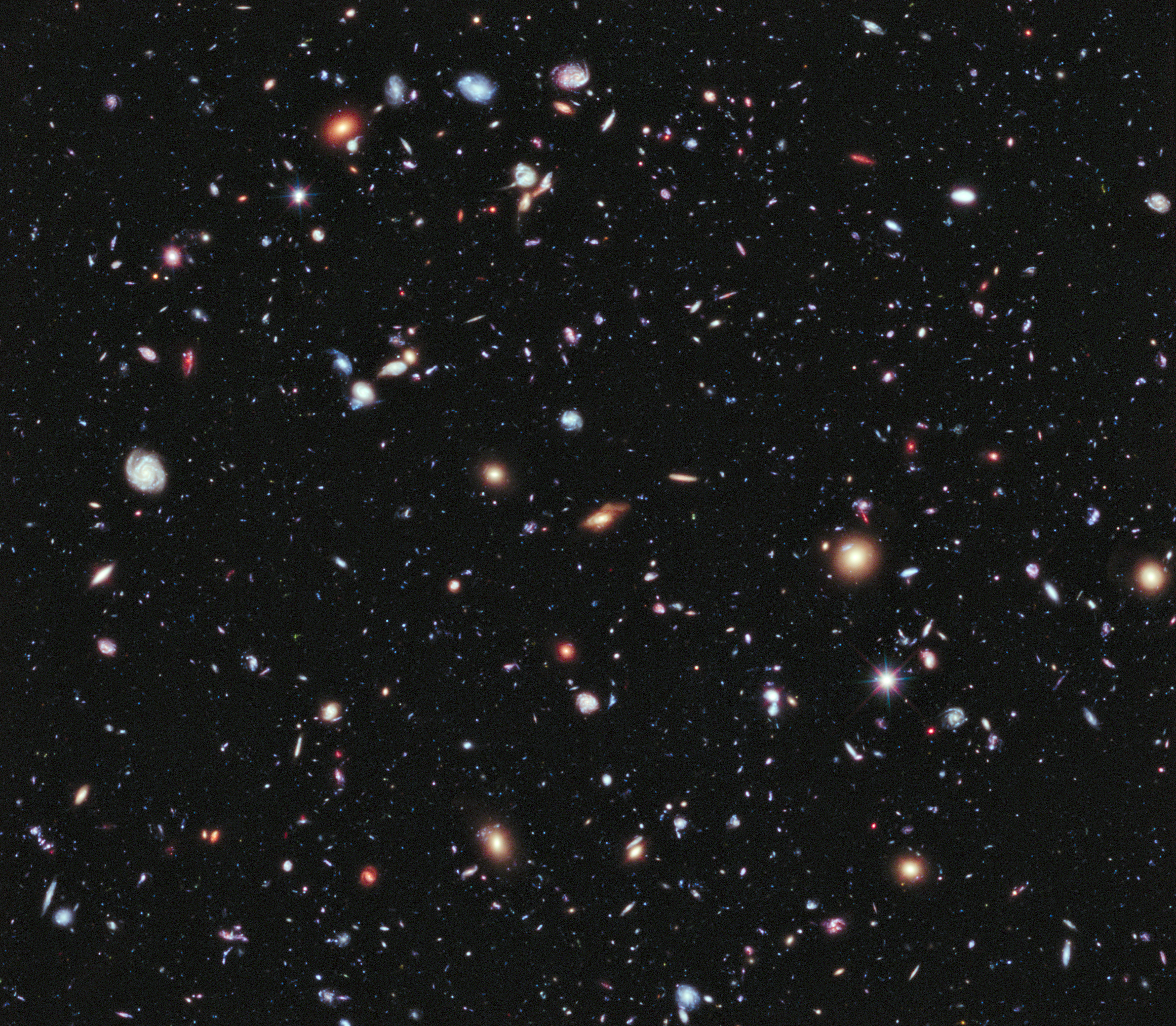
2012년에 촬영된 허블 익스트림 딥 필드 사진.

HXDF에는 약 5,500개의 은하가 포함되어 있으며, 이 중 가장 오래된 은하는 132억 년 전의 모습을 보여준다. 가장 어두운 은하는 인간의 육안으로 감지할 수 있는 밝기의 100억분의 1에 불과하다. 이미지 속 붉은색 은하들은 격렬한 충돌을 겪은 이후의 노년기 은하들로 해석되며, 작은 은하들 중 다수는 아주 어린 은하들로, 시간이 지나면서 우리 은하와 같은 거대한 은하로 성장한 것으로 보인다.

이 이미지는 지구에서 본 달의 크기와 비교하면 매우 작은 영역에 해당하지만, 그 안에 담긴 수많은 은하는 우주의 광활함과 초기 우주에 대한 깊은 통찰을 제공한다. 2분 42초 분량의 동영상에서는 이 이미지가 어떻게 제작되었는지를 설명하고 있다.

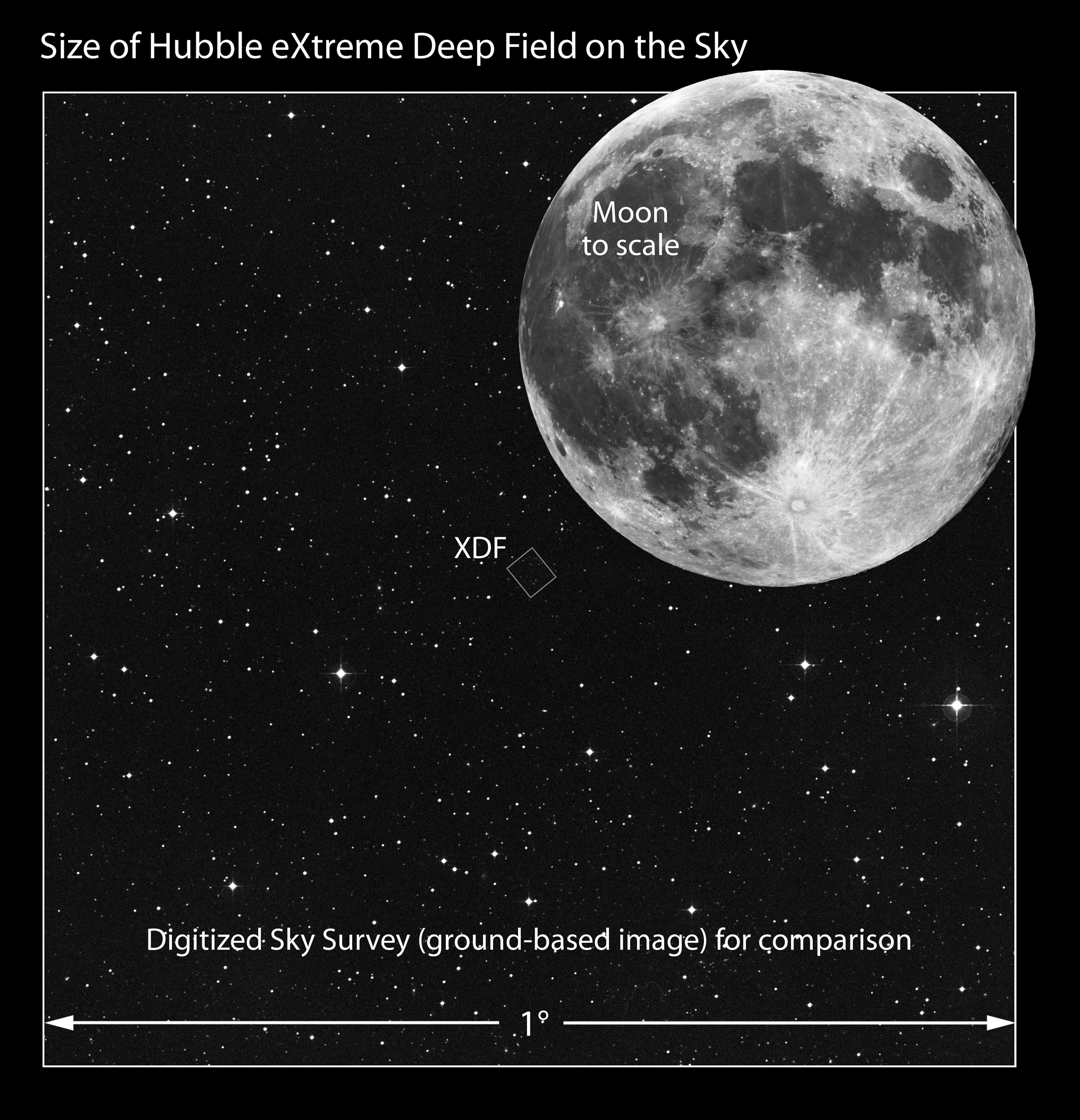
달의 크기와 익스트림 딥 필드 사진을 비교한 모습.
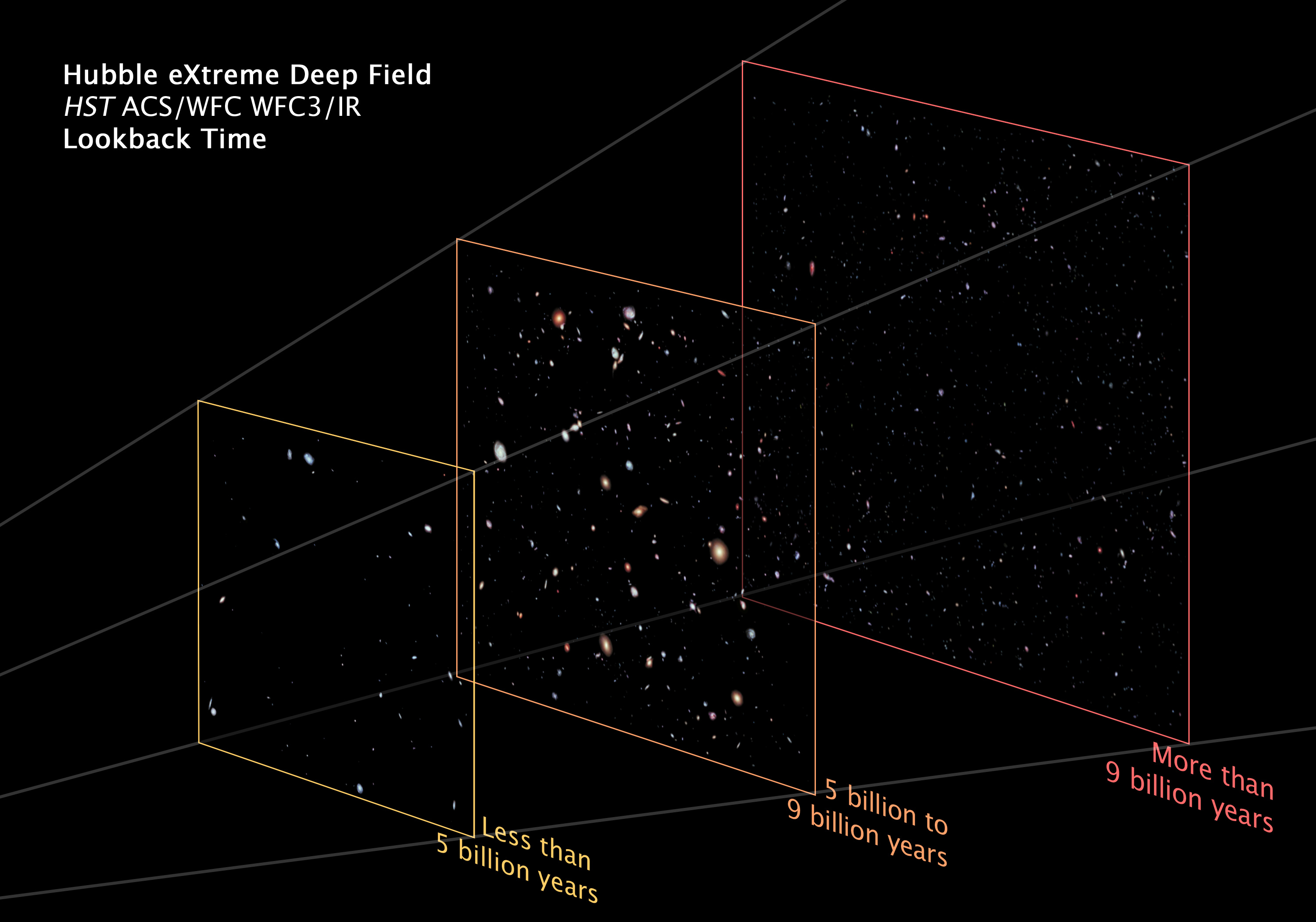
HXDF는 시야 내 전경(앞면)에는 성숙한 은하들을, 50~90억 년 전에는 거의 성숙한 은하들을, 그리고 90억 년 이전에는 형성 초기 단계의 원시은하를 보여준다.
- 허블 익스트림 딥 필드 사진이 어떻게 만들어진 것인지에 대해 보여주는 영상.

## 같이 보기
- 허블 딥 필드
- UDF 3822
- UDF 1971